# Dierlijk vet
Dierlijk vet is een vet dat verkregen is uit een dierlijke bron en dat grotendeels bestaat uit esters van glycerine en vetzuren. Sommige dierlijke vetten zijn vloeibaar bij kamertemperatuur, deze noemt men dierlijke olie.
Soorten dierlijk vet:
- melkvet
- rundvet
- talg
- reuzel
- paardenvet

Dierlijke olie:
- Boterolie
- Levertraan
- Visolie
- Walvistraan
- krillolie